# José Julio Rodríguez
José Julio Rodríguez Fernández (Orense, 8 de junio de 1948) es un militar retirado y político español.
Militar de carrera y piloto de caza y de transporte, en 2008 alcanzó el empleo de General del Aire, al tiempo que fue nombrado Jefe de Estado Mayor de la Defensa. Ocupó el cargo hasta diciembre de 2011. Tras su cese, pasó a la reserva y se unió, como es costumbre, a la Asamblea de la Real y Militar Orden de San Hermenegildo.
Años después, en 2015 entró en política de la mano de Podemos, siendo cesado como miembro de la mencionada asamblea y retirado de la carrera militar. En diciembre de 2017 fue elegido secretario general de Podemos en el municipio de Madrid. Posteriormente, en enero de 2020 fue nombrado director del Gabinete del vicepresidente segundo del Gobierno, Pablo Iglesias Turrión, hasta el cese de este en marzo de 2021. 

## Biografía

### Trayectoria militar
José Julio Rodríguez nació en la ciudad gallega de Orense el 8 de junio de 1948. Hijo de militar, en el año 1969 se graduó como teniente del Ejército del Aire con la XXI promoción de la Academia General del Aire. Sus compañeros le conocían como «Julito el Rojo». No obstante, no llegó a afiliarse, aunque sí apoyó, a la Unión Militar Democrática (UMD).
Fue piloto de caza y de aviones de transporte, diplomado de Estado Mayor del Aire y en cursos de Alta Gestión en España, Estados Unidos y Reino Unido. Como teniente del Ejército del Aire, tras salir de la Academia, fue destinado en el Ala 11 de la base de Morón de la Frontera, como piloto de F-5. Tras su ascenso a capitán, estuvo en el Ala 11 de la base de Manises. Desde 1982, se le destinó al Mando de Apoyo Logístico y al Programa de Desarrollo del avión de combate europeo Eurofighter Typhoon en Múnich. Tras pasar tres años (1991-1994) en la unidad de los F-18 del Ala 15 en Zaragoza, fue jefe del Centro Logístico de Armamento y Experimentación (CLAEX), situado en la Base Aérea de Torrejón (Madrid).
En el año 2000 ascendió a General de Brigada, ocupando el puesto de jefe de la División de Planes del Estado Mayor del Ejército del Aire compaginado con la jefatura del programa NAEW (NATO Airborne Early Warning) y la jefatura del Grupo Multinacional del Proyecto de Reabastecimiento en Vuelo en la OTAN. Tras ascender a general de División (2003) pasó a ser director de Sistemas del Mando de Apoyo Logístico del Ejército del Aire hasta el 2005, cuando pasó a ser adjunto al inspector general del Plan Director de Sistemas de Información y Telecomunicaciones del Ministerio de Defensa. En el año 2006, asciende a teniente general y pasa a ser el director general de Armamento y Material (DGAM) del Ministerio de Defensa.
Ascendido al grado de general del Aire, en 2008 fue elegido por la ministra de Defensa Carme Chacón para el puesto de jefe de Estado Mayor de la Defensa (JEMAD). Se convirtió también en consejero OTAN del Consejo de Estado de España. Durante su período como JEMAD, gestionó la retirada del contingente español de la KFOR de Kosovo, la intervención militar en Libia, la crisis de la piratería en Somalia, así como la permanencia de las tropas españolas en Afganistán.
El 30 de diciembre de 2011 fue sustituido por el almirante Fernando García Sánchez pasando a la situación de reserva con efectos administrativos de 31 de diciembre de 2011.
En enero de 2012 fue nombrado miembro de la Asamblea de la Real y Militar Orden de San Hermenegildo.

### Entrada en política

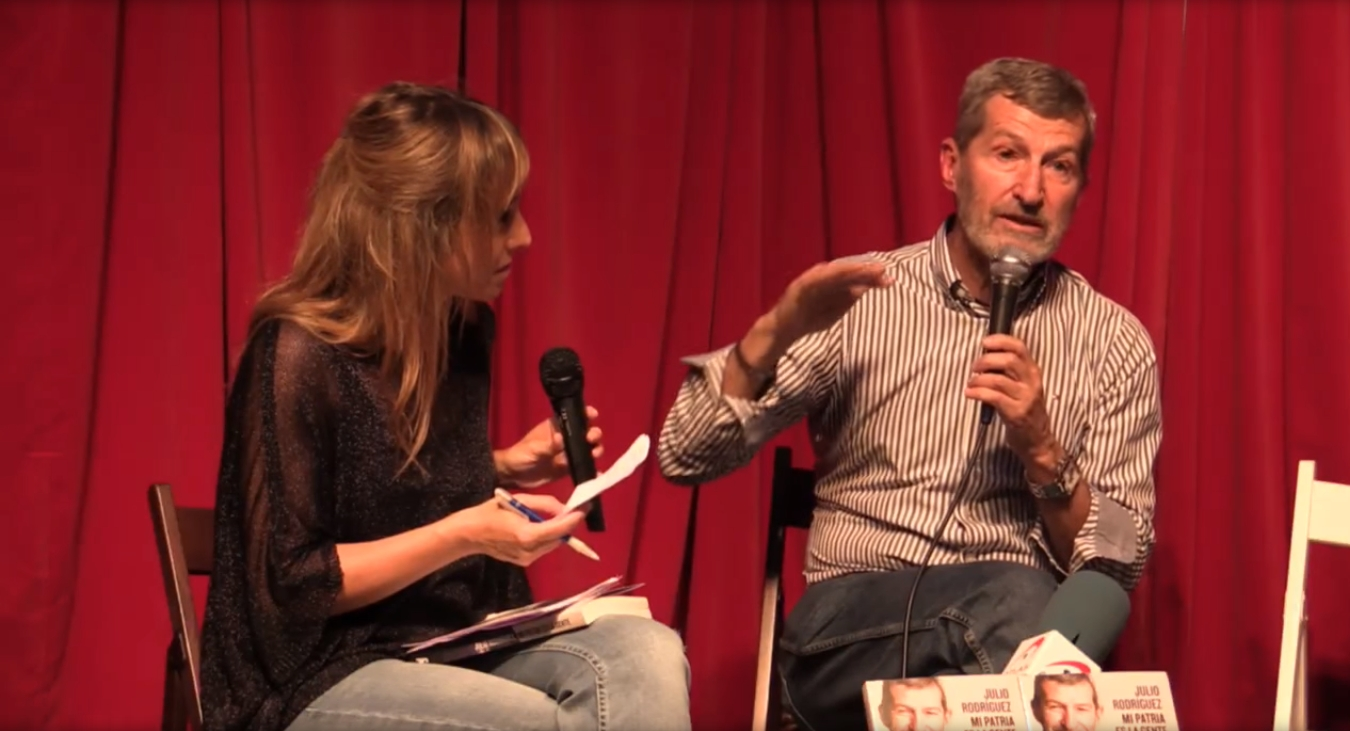
Durante la presentación de su libro Mi patria es la gente en mayo de 2018

Rafael Mayoral, dirigente de Podemos, el 16 de octubre de 2015, propuso a Rodríguez la incorporación a las listas del partido para las generales de diciembre de 2015. Un día después de acordar su candidatura con Pablo Iglesias, Rodríguez solicitó el pase a retiro después de haber publicitado socialmente su salto a la política vestido de militar y manifestar opiniones políticas de ámbito nacional, rompiendo el estatuto de neutralidad política que tiene todo militar español. El Gobierno de  aplicando el reglamento de justicia militar interpretó que Rodríguez seguía sujeto a la disciplina militar al estar en situación de reserva y le pasó a retiro el 6 de noviembre de 2015 argumentando «falta de confianza y pérdida de idoneidad». Fue cesado como miembro de la Asamblea de la Real y Militar Orden de San Hermenegildo.
Finalmente concurrió como número dos de la lista electoral de Podemos al Congreso de los Diputados por Zaragoza, y no logró escaño. En las generales de junio de 2016, volvió a presentarse como candidato, en esta ocasión como cabeza de la lista de Unidos Podemos por la circunscripción electoral de Almería, sin obtener tampoco escaño de diputado.
En diciembre de 2017 ganó las primarias de Podemos a la dirección del partido en Madrid imponiéndose su candidatura con un 68,7% de los votos al 31,3% de la candidatura de la diputada en la Asamblea de Madrid Isabel Serra.
Está casado en segundas nupcias con Francisca Sánchez Sánchez, con quien tiene una hija. Tiene tres hijos de su anterior matrimonio.
Tras la dimisión de Ramón Espinar como secretario general de Podemos Comunidad de Madrid en enero de 2019 fue designado por la dirección del partido a nivel estatal como integrante de la gestora encargada del día a día de la organización.
Tras la formación del segundo Gobierno de Pedro Sánchez, el vicepresidente Pablo Iglesias Turrión, le nombró jefe de su gabinete. Asimismo, el exmilitar se incorporó a la Ejecutiva de Unidas Podemos -Consejo de Coordinación- como responsable de «Paz y Seguridad».

## Condecoraciones
- Gran Cruz del Mérito Aeronáutico. distintivo blanco (2001)[25]
- Gran Cruz de la Real y Militar Orden de San Hermenegildo. (2000) (retirada en 2015)[26]
- Gran Cruz de la Orden del Mérito de la Guardia Civil. (1963)
- Cruz al Mérito Aeronáutico. distintivo blanco (3 veces)
- Placa de la Real y Militar Orden de San Hermenegildo.
- Encomienda de la Real y Militar Orden de San Hermenegildo.
- Cruz de la Real y Militar Orden de San Hermenegildo.
- Gran Cruz de la Medalla al Mérito Militar de la República Portuguesa.
- Comendador de la Legión de Honor de la República Francesa.

Distintivos
- Distintivo («rokiski») correspondiente a los títulos de Piloto Militar (hélice) y Observador (estrella de 5 puntas) (Ejército del Aire).
- Distintivo del título de "Diplomado de Estado Mayor del Aire" (utilizado por personal que lo realizó antes del curso común) del Estado Mayor del Ejército del Aire.
- Distintivo de Función del Estado Mayor de la Defensa.
- Distintivo de Operaciones de Mantenimiento de la Paz con pasadores “KFOR”, “Kosovo”, “Libia”, "Somalia" y “Afganistán”.

## Obras
- — (2018). Mi patria es la gente. Península.[13]